# Brücke (Gymnastik)

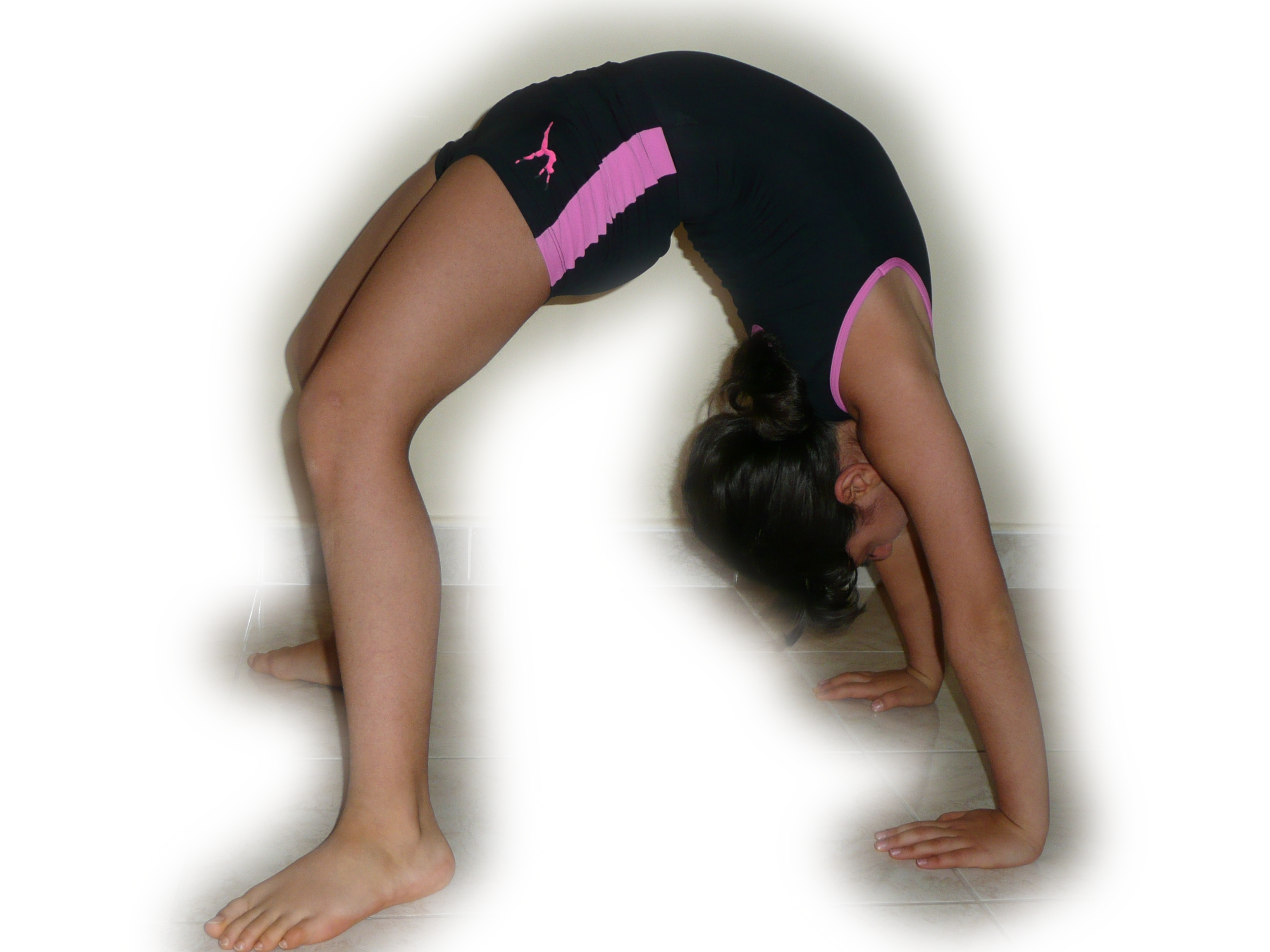
Brücke mit gebeugten Beinen

Die Brücke ist eine gymnastische Übung.
Der Körper ist dabei so zurückgebogen, dass die Hände den Boden berühren. Die Brücke kann einerseits aus dem Stand durch Zurückbeugen aufgebaut werden. Anderseits kann sie aus der Rückenlage erreicht werden.
Als abgewandelte Form gibt es noch die Schulterbrücke. Der Turner entwickelt sie aus der Rückenlage, indem er die Füße hüftbreit nebeneinander aufstellt, so dass der Unterschenkel senkrecht zum Boden steht. Die Arme liegen neben dem Oberkörper. Der Turner hebt nun sein Gesäß an bis eine gerade Linie von Schulter bis Knie entsteht. Die Arme können nun noch über oben nach hinten gelegt werden.
Je nach Ausführung wird vermehrt der obere Rücken, der untere Rücken oder die Beine trainiert.

Variationen:

- mit den Füßen auf die Zehen gehen
- ein Bein im rechten Winkel anwinkeln und den Fuß auf das andere Knie legen
- ein Bein parallel zum Boden ausstrecken
- ein Bein in die Senkrechte nach oben halten.

Wirkung der Brücke bzw. Schulterbrücke:

- Kräftigung der Muskulatur im Beckenboden
- Dehnung der Vorderseite des Körpers
- Beweglichkeit der Wirbelsäule in ihrer ganzen Länge
- Kräftigung der Rückenmuskulatur bzw. Beinmuskulatur je nach Ausführung

Da es sich bei der Brücke und auch der Schulterbrücke um eine Umkehrübung handelt, sollten Menschen, die zu Schwindelanfällen und/oder Kopfschmerzen und Migräne neigen, mit diesen Übungen vorsichtig sein. Auch Probleme in der Wirbelsäule müssen berücksichtigt werden.